# Liên hoan phim tài liệu châu Âu - Việt Nam
Liên hoan phim tài liệu châu Âu - Việt Nam là liên hoan phim tài liệu do các quốc gia châu Âu phối hợp với Hãng Phim Tài liệu và Khoa học Trung ương Việt Nam tổ chức. Liên hoan này còn được truyền thông tại Việt Nam gọi là Liên hoan phim tài liệu quốc tế tại Việt Nam, Liên hoan phim tài liệu quốc tế.

## Lịch sử
Liên hoan phim tài liệu châu Âu - Việt Nam được tổ chức lần đầu vào năm 2009. Sau thành công lần này, các quốc gia châu Âu đã phối hợp với Hãng Phim Tài liệu và Khoa học Trung ương Việt Nam tổ chức các liên hoan phim tiếp theo vào các năm 2010, 2011, 2012, và Liên hoan phim tài liệu quốc tế tại Việt Nam lần thứ 5 được diễn ra từ ngày 5/6 - 14/6/2013 tại Hà Nội và từ ngày 10/6 – 29/6/2013 tại Thành phố Hồ Chí Minh.

## Vai trò
Khẳng định vị trí của phim tài liệu đã trở thành một loại hình điện ảnh riêng biệt, với ngôn ngữ, mật mã riêng, kỹ thuật riêng và những nhà đạo diễn chuyên biệt.. Sự kiện này cũng nằm trong khuôn khổ các chương trình hoạt động của EUNIC (Liên minh các Tổ chức văn hóa châu Âu) tại Hà Nội.. Trong vòng 5 năm liên tiếp, Liên hoan phim tài liệu quốc tế đã tạo dựng được chỗ đứng vững chắc trong bối cảnh văn hóa tại Việt Nam và trở thành một điểm hẹn quen thuộc hàng năm đối với công chúng Việt Nam và quốc tế yêu thích phim tài liệu..

## Khán giả
Các buổi chiếu phim mở cửa tự do, không thu phí, thu hút mọi tầng lớp khán giả.

## Các liên hoan

### Liên hoan phim tài liệu châu Âu - Việt Nam lần thứ nhất
Đánh thức tình yêu phim tài liệu
Đó là một trong những mục tiêu của các nhà tổ chức Tuần Phim Tài liệu Quốc tế lần đầu tiên tại Hà Nội (15-19.6) và có thể nói họ đã thành công khi 4 buổi chiếu đều chật kín khán giả.
Đánh thức tình yêu phim tài liệu
Qua nhiều thập kỷ, điện ảnh thương mại khống chế thị trường, nhưng thời gian gần đây, phim tài liệu ngày càng thu hút đông khán giả và có chỗ đứng vững chắc hơn. Không chỉ là tấm gương phản chiếu xã hội đương đại, phim tài liệu hiện nay còn như một hình thức giải trí, có tính nghệ thuật cao, nhiều phim giành được những giải thưởng danh giá như tại LHP Cannes. Thể loại phim tài liệu đã vượt ra ngoài những câu chuyện có thực trong đời thường, cho phép người làm phim thả sức sáng tạo để nói lên một sự thật "rộng lớn" hơn, với những đề tài thiết thực với đời sống của con người như toàn cầu hóa, giao lưu văn hóa, môi trường…
Đại diện Phái đoàn Wallonie-Brussels (Bỉ) tại Việt Nam, ông Frank Pezza cho rằng, phim tài liệu là một phần nhỏ trong ngành Điện ảnh nhưng lại chiếm một vị trí quan trọng trong xã hội. Tại Bỉ có những đạo diễn gạo cội chuyên làm phim tài liệu. 10 năm trở lại đây, lượng khán giả đến rạp xem phim tài liệu rất đông, nhiều khi hơn cả phim truyện. Phim tài liệu được chiếu riêng biệt, thường dài 1 tiếng đến 1 tiếng rưỡi (trong khi các phim tài liệu của Việt Nam hiện mới chỉ dài 30 phút trở xuống). Có những phim thu hút hàng vạn, thậm chí hàng triệu lượt khán giả như bộ phim của Pháp nói về chim di cư hay bộ phim tài liệu của Anh nói về ô nhiễm môi trường ở Zimbawae…
Tại Việt Nam, đầu ra chủ yếu của phim tài liệu vẫn là truyền hình, nhưng Giám đốc Hãng phim Tài liệu và Khoa học Trung ương Lê Hồng Chương cho biết, gần đây Hãng cũng tổ chức chiếu phim tài liệu tại các trường học và thu hút rất đông khán giả. Vì thế, Tuần Phim Tài liệu Quốc tế vừa qua không chỉ đánh thức tình yêu với phim tài liệu trong khán giả Việt Nam, mà còn thêm một lần khẳng định sức hút của thể loại phim này.
Những góc nhìn đối sánh
8 bộ phim được chọn chiếu trong Tuần Phim Tài liệu Quốc tế 2009 có 4 phim nước ngoài, của Đức, Thụy Sĩ, Italy và Phái đoàn Wallonie-Brussels (Bỉ), cùng với 4 bộ phim của các nhà làm phim tài liệu Việt Nam có đề tài gần nhau. Đó là nỗ lực bảo tồn bản sắc văn hóa dân tộc (Mizike Mama của Phái đoàn Wallonie-Brussels và Một trích đoạn cũ của Hãng phim Tài liệu và Khoa học T.Ư), giá trị truyền thống của các dân tộc ở miền núi (Ngày xửa ngày xưa... những thú vui bình dị của Italy và Bài ca trên đỉnh Tà Nùng). Đó còn là tình người trong chiến tranh (Phóng viên chiến tranh của Thụy Sĩ và Trở lại Ngư Thủy) hay trong quá trình toàn cầu hóa (Người thắng kẻ thua của Đức và Gầm cầu mặt nước).

### Liên hoan phim tài liệu châu Âu - Việt Nam lần thứ 2
Tuần Phim Tài liệu Quốc tế tại Hà Nội lần thứ 2 - 2010
Sau thành công rực rỡ của Tuần phim Tài liệu Quốc tế tại Hà Nội lần thứ I năm 2009, các Đại sứ quán I-ta-li-a, Thụy Sĩ, Đức (Viện Goethe), Phái đoàn Wallonie – Bruxelles Đại sứ quán Pháp, phối hợp với Hãng phim Tài liệu và Khoa học Trung ương cùng tổ chức Tuần Phim Tài liệu Quốc tế tại Hà Nội lần thứ 2, từ ngày 21 đến ngày 25 tháng 6/2010.
Mỗi tối một bộ phim tài liệu châu Âu và một bộ phim tài liệu Việt Nam cùng một đề tài sẽ được giới thiệu tới khán giả. Bằng việc chọn lựa rất đa dạng về đề tài phim, trên nguyên tắc như cuộc đối thoại giữa phim tài liệu châu Âu và Việt Nam, các nhà tổ chức mong muốn giới thiệu với công chúng yêu điện ảnh tài liệu Việt Nam và quốc tế sức sống mãnh liệt của điện ảnh tài liệu đang phát triển rực rỡ từ nhiều năm nay. Bên cạnh các bộ phim truyện, phim tài liệu trở thành một loại hình điện ảnh riêng biệt, với mật mã riêng, kĩ thuật riêng và những nhà đạo diễn chuyên biệt. Thành công của phim tài liệu từ nhiều năm nay trên trường quốc tế chứng tỏ rằng công chúng đang đòi hỏi một "nền điện ảnh hiện thực".
Qua lần xuất hiện thứ hai này, Tuần phim Tài liệu Quốc tế tại Việt Nam đang tạo lập chỗ đứng trong bức tranh văn hóa Việt Nam và trở thành "điểm hẹn điện ảnh tài liệu" được công chúng đánh giá rất cao.
Các phim được trình chiếu: Sự biến đổi của một nhà (Bỉ), Tĩnh ngục (Italia), Bến cuối nhớ nhung (Đức), Những pho tượng phật khổng lồ (Thụy Sĩ), Và tạp chí Elle đã tạo ra phụ nữ (Pháp). 5 phim VN được trình chiếu là: Thành phố bên sông Hồng, Bàn thờ của mẹ, Đất tổ quê cha, Văn Miếu Quốc Tử Giám, Con cầm bố mẹ. 

### Liên hoan phim tài liệu châu Âu - Việt Nam lần thứ 3
Sau thành công liên tiếp của Liên hoan phim (LHP) tài liệu quốc tế lần thứ nhất (2009) và lần thứ hai (2010), năm nay thông qua Hãng phim Tài liệu & khoa học T.Ư, bảy quốc gia châu Âu (Ý, Đức, Thụy Sĩ, Pháp, Ba Lan, Đan Mạch, Bỉ) lại cùng chung tay với Việt Nam để tổ chức LHP tài liệu quốc tế lần thứ 3 tại Việt Nam.
Liên hoan sẽ diễn ra từ ngày 6 đến 13-6 tại Thành phố Hồ Chí Minh (IDECAF, 31 Thái Văn Lung, quận 1) và từ ngày 8 đến 14-6 tại Hà Nội (phòng chiếu của Hãng phim Tài liệu & khoa học T.Ư, 465 Hoàng Hoa Thám). Sự kiện này cũng nằm trong khuôn khổ các chương trình hoạt động của Liên minh các tổ chức văn hóa châu Âu tại Hà Nội.
Tiêu đề của LHP tài liệu quốc tế năm 2011 là "Một quốc gia không có phim tài liệu giống như một gia đình không có album ảnh" (trích dẫn câu nói của Patricio Guzman - nhà làm phim tài liệu 
Mỗi tối trong tuần phim này, một bộ phim tài liệu đến từ châu Âu và một bộ phim tài liệu Việt Nam cùng đề tài sẽ được giới thiệu tới khán giả. Bảy phim châu Âu gồm Cleveland chống lại Phố Wall (Thụy Sĩ), Múa với Pietragalla: trên đầu mũi chân (Pháp), Những câu chuyện mưa (Ý), Thu vàng (Đức), Mumbai - Đứt kết nối (Đan Mạch), Hiệu ứng Chopin (Ba Lan), Nghệ thuật có thể mất (Bỉ) và bảy phim Việt Nam: Khoảng cách, Đi để thấy: Go to see - tập 1: Hãy nói, Lời ru thì buồn, Chuyện của mọi nhà, Đất lạnh, Kèn đồng, Điệu múa cổ.
Bằng việc chọn lựa rất đa dạng về đề tài phim, trên nguyên tắc như cuộc đối thoại giữa phim tài liệu châu Âu và Việt Nam, các nhà tổ chức mong muốn giới thiệu với công chúng yêu điện ảnh tài liệu Việt Nam cũng như quốc tế sức sống mãnh liệt của điện ảnh tài liệu. Sự quan tâm với phim tài liệu từ nhiều năm nay trên thế giới chứng tỏ rằng công chúng đang đòi hỏi một "nền điện ảnh hiện thực - sự thực".
Qua lần xuất hiện thứ ba này, LHP tài liệu quốc tế tại Việt Nam đang tạo lập chỗ đứng trong bức tranh văn hóa chung và trở thành điểm hẹn điện ảnh tài liệu được công chúng đánh giá cao.

### Liên hoan phim tài liệu châu Âu - Việt Nam lần thứ 4
Liên hoan phim tài liệu châu Âu và Việt Nam lần thứ tư tại Việt Nam từ ngày 8/6 -17/6/2012 tại Hà Nội, 9 phim châu Âu và 14 phim Việt Nam được trình chiếu. Liên hoan do 10 nước (9 quốc gia châu Âu là Áo, Anh, Đức, Ba Lan, Đan Mạch, Pháp, Tây Ban Nha, Thụy Sĩ, Wallonie - Bruxelles (Bỉ) cùng với Hãng Phim Tài liệu và Khoa học Trung ương Việt Nam) tổ chức. Mỗi tối trong tuần phim này, một bộ phim tài liệu châu Âu và một bộ phim tài liệu Việt Nam cùng một đề tài được trình chiếu. Các phim có độ dài từ chưa đầy 3 phút đến 35 phút xoay quanh các đề tài các vấn đề xã hội, môi trường, khám phá, chân dung, kiến trúc, ký ức chiến tranh. Các buổi chiếu phim đều miễn phí. Một số bộ phim bao gồm: 
- Ký sự đồng quê (Việt Nam)
- Làm nhiều, vui nhiều (Đức /Goethe Institut)
- Đỉnh trời đáy vực (Việt Nam)
- Những đứa trẻ không hình bóng (Bỉ /Wallonnie-Bruxelles)[4]

### Liên hoan phim tài liệu châu Âu - Việt Nam lần thứ 5
Đây là một trong những hoạt động văn hóa nằm trong khuôn khổ kỷ niệm 20 năm ngày ký Hiệp định Văn hóa giữa Việt Nam và Cộng đồng người Bỉ nói tiếng Pháp.

#### Các nước tham gia
Có 9 nước tham gia tổ chức trong đó có 8 nước Châu Âu: Bỉ, Đức, Thụy Điển, Pháp, Ba Lan, Tây Ban Nha, Thụy Sĩ, Anh và Việt Nam... Điểm đặc biệt của liên hoan lần thứ năm - 2013 là việc trình chiếu chùm phim tài liệu đặc sắc của Bỉ, giới thiệu 4 phim tài liệu trong khuôn khổ của Tua liên hoan phim ChopShot với sự đa dạng về nhiều chủ đề. Và lần đầu tiên, các bộ phim tài liệu đến từ 5 nước khu vực Đông Nam Á là Indonesia, Malaysia, Myanmar, Campuchia và Philippines sẽ được trình chiếu để đánh dấu kỷ niệm 5 năm Liên hoan phim tài liệu quốc tế được khởi xướng.

#### Các phim tham gia
- Con tàu của kẻ săn bàn thắng (Đức)
- Palme (Thụy Điển và Thụy Sĩ)
- Jean-Jacques Rousseau – Toutdire (Thụy Điển và Thụy Sĩ)
- Bóng bàn (Anh)
- Chuyện dài ở bệnh viện (Việt Nam)
- Chữ trên sóng (Việt Nam)
- Bản đồ tư duy – Hành trình kết nối (Việt Nam)
- Người thả chiều vào tranh (Việt Nam)
- Ký ức một thời (Việt Nam)
- Không chiếu (Việt Nam)
- Cha mẹ xin lỗi con (Việt Nam)
- Người thắp lửa (Việt Nam)
- Chuyện một vùng non cao (Việt Nam)
- Andre Menras – Một người Việt (Việt Nam)

### Liên hoan phim tài liệu châu Âu - Việt Nam lần thứ 6
Diễn ra tại Hà Nội từ ngày 4 đến 12/6 và tại Thành phố Hồ Chí Minh từ ngày 21 đến 29/6/2014.
Vẫn như 5 lần trước, lần này LHP đã quy tụ được các phim tài liệu có chất lượng nên thu hút sự quan tâm của giới truyền thông cùng công chúng.
Khởi động từ năm 2009, lúc ấy đã có ý kiến nghi ngờ về sức sống của LHP này, vì "phim tài liệu khô khan, ít thu hút". Đến nay thì tình thế dường như ngược lại, vì nó đã thu hút được hàng chục tổ chức uy tín của quốc tế và Việt Nam cùng vào cuộc, với mong muốn thay đổi lại nhận thức về thể loại phim này. Bởi nói như nhà làm phim Patricio Guzman (người Chile): "Một đất nước mà không có phim tài liệu cũng giống như một gia đình không có album ảnh".
Một cơ hội rõ ràng
Công chúng quốc tế, khi nghĩ đến phim Việt Nam nói chung, phim đầu tiên mà họ khâm phục không thuộc thể loại điện ảnh, mà là tài liệu - đó là Chuyện tử tế (1985) của Trần Văn Thủy.
Nhà làm phim Wu Wenguang (Ngô Văn Quang, Trung Quốc) từng thẳng thắn: "Trong bối cảnh ngày càng bị chi phối bởi các đại gia lớn như Hollywood thì cánh cửa chung để bước vào nền công nghiệp và giải trí phim ảnh quốc tế sẽ hẹp dần với các nhà làm phim sống ở "ngoại vi Hollywood", như Việt Nam chẳng hạn. Thế nhưng không phải tất cả các thể loại phim đều bị như vậy, bởi phim tài liệu vẫn là thế mạnh của những nhà làm phim độc lập, gắn bó với từng địa phương, với những câu chuyện lay động người xem bằng sự nhạy cảm, chân thật. Hơn nữa, kỹ thuật và đầu tư của phim tài liệu phù hợp với những người làm phim có ít kinh phí".
Theo số liệu của nhà làm phim Nguyễn Trinh Thi, từ năm 1965 đến năm 1973 Việt Nam đã làm 463 phim thời sự, 307 phim tài liệu, 141 phim khoa học, trong khi đó chỉ có 36 phim truyện và 27 phim hoạt hình. Từ đầu thế kỷ 21, khi máy quay video cá nhân và phần mềm dựng phim phổ biến, ở Việt Nam đã hình thành thêm đội ngũ các nhà làm phim tài liệu độc lập, đóng góp giọng điệu riêng vào môi trường phim quốc tế.
Tuy nhiên, "các liên hoan phim tại Việt Nam, kể cả liên hoan lâu đời nhất ra đời năm 1970, thường do chính phủ tổ chức và điều phối toàn bộ, do đó có rất ít cơ hội cho các bộ phim tài liệu độc lập tiếp xúc với công chúng nước nhà", Nguyễn Trinh Thi cho biết. Như năm nay, LHP tuyển chọn 8 phim từ châu Âu và 9 phim Việt Nam do Hãng phim Tài liệu và Khoa học Trung ương sản xuất, không có phim độc lập.
"Giữ lửa" bằng vài phim đáng xem
Nếu năm vừa rồi LHP có bộ phim Người thắp lửa (ĐD: Nguyễn Đức Thìn), thì năm lại là Người giữ lửa (Phan Huyền Thư), với thông điệp: làm sao để gia đình bước qua được bạo hành và giữ được ngọn lửa hạnh phúc.
Có hai phim lấy tứ từ cái ti vi. Nếu Chiếc ti vi màu khác (Yovista Ahtajida & Dyantini Adeline, Indonesia) là chuyện bà nội trợ cố gắng chuyển tải lại gia đình mình những giá trị và quan điểm đã xem trên ti vi. Thì Chiếc ti vi vẫn bật (Carol Morley, Anh) là chuyện cô Joyce Vincent bị chết trong căn hộ của mình, sau 3 năm mới được phát hiện, với chiếc ti vi vẫn mở.
Rất đáng xem nữa là Chuyến đi cuối cùng của chị Phụng (Nguyễn Thị Thắm) với hành trình theo chân gần 5 năm qua các thành phố ở miền Trung Việt Nam cùng một gánh hát hội chợ. Các phim đáng chú ý khác là Xin đừng quên tôi (David Sieveking, Đức), Nơi nào tôi đi (Neang Kavich, Campuchia), Cỏ xanh im lặng (NSND Nguyễn Thước - Lê Thị Thiện Đoan), Nhân văn đô thị (Andreasmoel Dalsgaard, Đan Mạch)…
LHP còn có 2 workshop dành cho các nhà làm phim trẻ Đông Nam Á và Hà Nội; có một ngày dành cho phim trẻ Đông Nam Á (7/6 tại Hà Nội và 22/6 tại TP.HCM).

### Liên hoan phim tài liệu châu Âu - Việt Nam lần thứ 7
EUNIC - Hiệp hội các Viện văn hóa và Đại sứ quán châu Âu tại Hà Nội tiếp tục phối hợp với Hãng phim Tài liệu và Khoa học trung ương sẽ đưa khán giả đắm chìm trong thế giới của nhiều nền văn hóa đa dạng trong Liên hoan Phim tài liệu Châu Âu – Việt Nam 2015.
Được tổ chức vào dịp nhiều đại sứ quan kỷ niệm năm thiết lập quan hệ ngoại giao của Việt Nam, Liên hoan năm nay phong phú về cả mặt số lượng thành viên tham gia (8 nước Châu Âu, Israel và Việt Nam), về số lượng phim và mặt nội dung. Ngoài các buổi chiếu phim, sẽ có phần giao lưu với ba nhà làm phim đến từ Đức, Israel, Pháp và buổi giới thiệu về hai mạng lưới phim tài liệu của Indonesia hoạt động tại khu vực Đông Nam Á và mạng lưới phim làm phim tài liệu của Pháp hoạt động lại châu Mỹ, châu Âu và châu Á.
Không chỉ vậy, những cuộc đối thoại hấp dẫn giữa các bộ phim tài liệu châu Âu và Việt Nam sẽ được tạo ra xuyên suốt chương trình của liên hoan. Mỗi buổi tối, một bộ phim Việt Nam được chiếu kèm một bộ phim đến từ Đan Mạch, Đức, Pháp, Israel, Áo, Ba Lan, Thụy Sĩ, Tây Ban Nha hay Thụy Điển. Ngoài ra, một buổi chiếu đặc biệt mang đến những cái nhìn thực tế về đời sống trong khu vực Đông Nam Á với phim của những nhà làm phim trẻ đến từ nhiều quốc gia trong khu vực như Campuchia, Indonesia, Lào, Malaysia, Myanmar, Thái Lan và Việt Nam.
Chủ đề của các bộ phim phản ánh những vấn đề trong xã hội đương đại và cung cấp cơ sở cho việc thảo luận và trao đổi. Liên hoan có hai bộ phim châu Âu (từ Israel và Đan Mạch) đề cập tới vấn đề giới tính và sự công nhận bản thân. Cả hai phim đều kể về hai con người trẻ tuổi sống ngoài ranh giới các quy định về giới tính thông thường. Trong khi đó, một số phim tham dự của Việt Nam đã giành giải thưởng tại các liên hoan phim quốc tế thì lại tập trung khai thác đề tài về nỗi đau chiến tranh nhân dịp kỷ niệm 40 năm ngày giải phóng miền Nam thống nhất đất nước.

### Liên hoan phim tài liệu châu Âu - Việt Nam lần thứ 8
LIÊN HOAN PHIM TÀI LIỆU QUỐC TẾ CHÂU ÂU - VIỆT NAM SẼ TRỞ LẠI VỚI CÔNG CHÚNG YÊU PHIM TÀI LIỆU (TRÌNH CHIẾU 25 BỘ PHIM ĐẶC SẮC CỦA VIỆT NAM VÀ CHÂU ÂU). BẮT ĐẦU VÀO LÚC 19 HÀNG NGÀY TỪ NGÀY 9/6 ĐẾN 18/6/2017 TẠI PHÒNG CHIẾU DSF 465, HOÀNG HOA THÁM BA ĐÌNH, HÀ NỘI:
(LIKE FANPAGE: https://www.facebook.com/LHPTaiLieuQuocte để theo dõi lịch chiếu, trailer các bộ phim....)
LỊCH CHIẾU PHIM 
| Ngày           | Phim Việt Nam                              | Phim Quốc tế                                                                 |
| Thứ sáu 09/06  | Dấu ấn Sa Huỳnh (25’)                      | Rừng xanh kì diệu (Pháp - 78’)                                               |
| Thứ bảy 10/06  | Con đường phía trước (41’)                 | Ai sẽ yêu tôi? (Israel - 86’)                                                |
| Chủ nhật 11/06 | Việt Nam thời bao cấp (93’, 2 phần)        | Borge Mogensen - Những thiết kế để đời (Đan Mạch - 58’)                      |
| Thứ hai 12/06  | Chuyện ngày hôm qua (78’)                  | Amy (British - 128’)                                                         |
| Thứ ba 13/06   | Hai đứa trẻ (50’)                          | Người đàn ông chữa lành vết thương cho phụ nữ (Bỉ: Wallonia-Brussels - 112’) |
| Thứ tư 14/06   | Nhật kí của ba (37’)                       | Hạnh phúc (Đức - 90’)                                                        |
| Thứ năm 15/06  | Mẹ ơi, con đã về (54’)                     | Xe đạp và Xe hơi (Thụy Điển - 92’)                                           |
| Thứ sáu 16/06  | Người Mông hiện hữu trong tiếng khèn (28’) | Ong và Người (Thụy Sĩ - 91’)                                                 |
| Thứ bảy 17/06  | Muốn về nhà (30’)                          | Trong tầm kiểm soát (Áo - 90’)                                               |
| Chủ nhật 18/06 | Một đất mẹ cho tất cả (68’)                | Nạn dịch (Tây Ban Nha - 80’)                                                 |

Chiếu phim của các tác giả độc lập:
1/ Tại Hà Nội (15h00 Chủ nhật 18/06):        
- Sofa, bếp và chuyện phiếm  (Đỗ Hà Thu, 38’, 2015, DOCLAB)
- Lên lên xuống xuống (Đỗ Thu Vân, 18’, 2016, DOCLAB)
- Nhà đối diện (Lê Mỹ Cường, 19’, 2015, TPD)
- Dành tặng ông Điều (Nguyễn Hiền Anh, 23’, 2015, TPD)
- Gia đình đầu trọc (Trịnh Duy Quyền, 14’, 2013, SKDA)
2/ Tại Tp Hồ Chí Minh:
*16h00 Thứ bảy 10/06:
-         Một công việc ổn định (Võ Thạch Thảo, 30’, 2005, Varan Paris & Hãng Phim Giải Phóng)
-         Giường xinh (Hà Lệ Diễm, 30’, 2016, Varan Vietnam & trường Đại học Hoa Sen)
-         Đất đai thuộc về ai? (Đoàn Hồng Lê, 56’, 2009, Varan Paris & Hãng Phim Tài liệu và Khoa học Trung ương)
*16h00 Thứ bảy 17/06:
- Bên dưới đại lộ (Nguyễn Khánh Ly, 32’, 2016, Varan Vietnam & trường Đại học Hoa Sen)
- Thiên thần bất tử (Nguyễn Thu Hương, 25’, 2016, Varan Vietnam & trường Đại học Hoa Sen)
- Chuyến về quê cùng ba mẹ (Dương Mộng Thu, 60’, 2016, Varan Vietnam)